# Philoponella nasuta
Espèce
Synonymes
- Uloborus nasutus Thorell, 1895

Philoponella nasuta est une espèce d'araignées aranéomorphes de la famille des Uloboridae.

## Distribution
Cette espèce se rencontre en Birmanie et en Chine au Sichuan, au Guizhou, au Hunan, au Zhejiang et à Chongqing,.

## Description
Le mâle holotype mesure 2,25 mm.
Le mâle décrit par Zhou, Zhou et Peng en 2020 mesure 2,49 mm et la femelle 3,87 mm.

## Publication originale
- Thorell, 1895 : Descriptive catalogue of the spiders of Burma. London, p. 1-406 (texte intégral).